# نیکه کاباما
نیکه کاباما (انگلیسی: Nicke Kabamba؛ زادهٔ ۱ فوریهٔ ۱۹۹۳) بازیکن فوتبال است.
از باشگاه‌هایی که در آن بازی کرده‌است می‌توان به باشگاه فوتبال کولچستر یونایتد اشاره کرد.